# Adrian Quaife-Hobbs

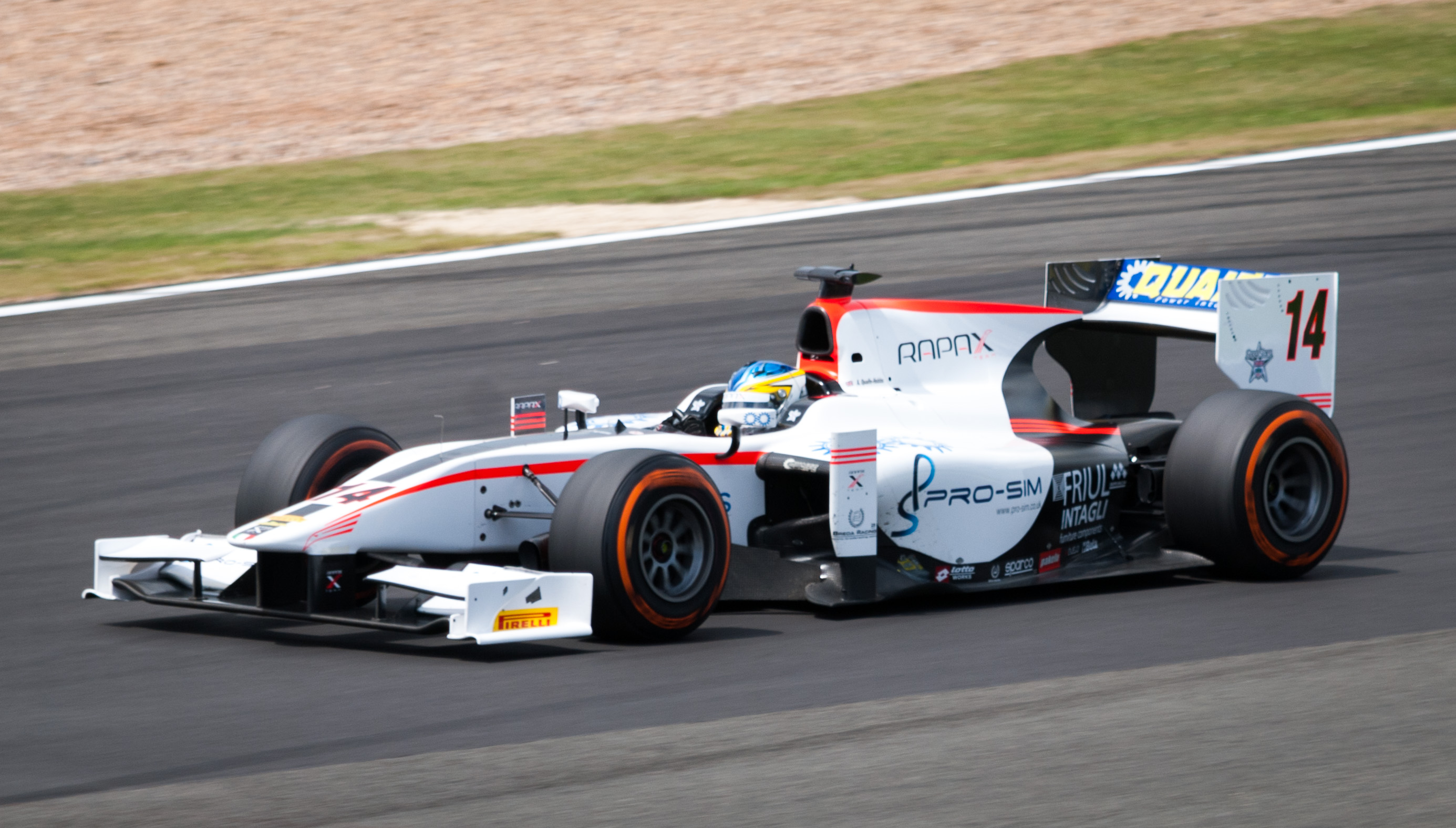
Adrian Quaife-Hobbs (2014)

Adrian Quaife-Hobbs (* 3. Februar 1991 in Pembury, Kent) ist ein ehemaliger britischer Automobilrennfahrer. Er gewann 2012 die Auto GP World Series. 2013 und 2014 startete er in der GP2-Serie.

## Karriere

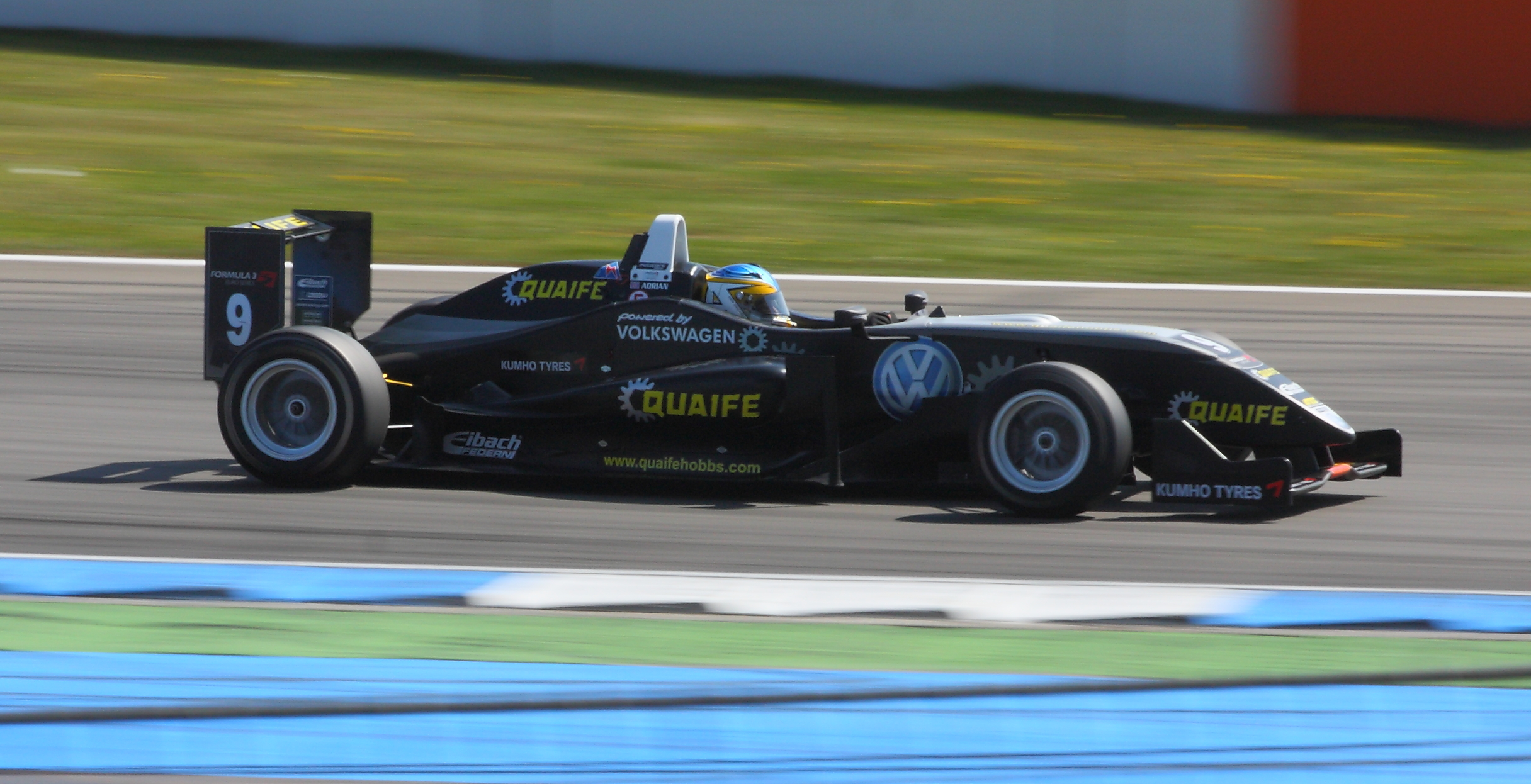
Quaife-Hobbs bei der Formel-3-Euroserie am Hockenheimring (2010)

Quaife-Hobbs begann seine Motorsportkarriere 2002 im Kartsport, in dem er bis 2004 aktiv war. 2005 wechselte er in die T-Cars-Serie, in der Rennfahrer im Alter von 14 bis 17 mit Limousinen unterwegs waren, und gewann die Meistertitel der regulären Serie und der Herbstmeisterschaft. 2006 blieb er eine halbe Saison bei den T Cars und belegte dieses Jahr den neunten Gesamtrang. 2007 wechselte Quaife-Hobbs in den Formelsport und konzentrierte sich auf sein Engagement in der britischen Formel BMW, die er auf dem zehnten Gesamtrang beendete. Außerdem startete er bei einigen Rennen des Formel Renault 2.0 Eurocups und in der nordeuropäischen Formel Renault.
2008 wechselte Quaife-Hobbs in die italienische Formel Renault und beendete die Saison mit einem Sieg auf dem vierten Platz der Fahrerwertung. Außerdem trat er im Formel Renault 2.0 Eurocup an und belegte den 25. Gesamtrang in dieser Serie. 2009 wechselte Quaife-Hobbs zu Motopark Academy und trat zweigleisig in der nordeuropäischen Formel Renault und im Formel Renault 2.0 Eurocup an. In beiden Serien gewann er ein Rennen und belegte den vierten Gesamtrang.
2010 blieb Quaife-Hobbs zunächst bei Motopark Academy und startete in der Formel-3-Euroserie. Bereits nach dem zweiten Rennwochenenden verließ er die Formel-3-Euroserie und belegte am Saisonende den 13. Gesamtrang. Quaife-Hobbs entschied sich für einen Wechsel in die GP3-Serie, in der er 2010 für Manor Racing startete. Er erreichte einen dritten Platz als bestes Resultat und belegte den 15. Platz im Gesamtklassement. 2011 blieb Quaife-Hobbs bei Manor Racing in der GP3-Serie. Er entschied sein erstes GP3-Rennen für sich und schloss die Saison als bester Pilot seines Teams auf dem fünften Platz der Fahrerwertung ab. Da er der beste Manor-Pilot war, durfte er zur Belohnung Formel-1-Testfahrten mit dem Manor verbundenen Rennstall Virgin, für den er bereits Aerodynamik-Tests durchgeführt hatte, absolvieren.
2012 wechselte Quaife-Hobbs zu SuperNova International in die Auto GP World Series. Nach dem 10. von 14 Rennen stand er nur bei einem Rennen, das er als Vierter beendete, nicht auf dem Podium und er hatte vier von fünf Pole-Positions erzielt. In Monza, Valencia und Mogyoród gewann er je ein Rennen. Beim Rennwochenende in Portimão erzielte er die Pole-Position im Qualifying, gewann beide Rennen und fuhr in beiden Rennen die schnellste Runde. Damit erzielte er die maximal erreichbare Punkteanzahl an einem Wochenende. Quaife-Hobbs stand bereits vorm Saisonende als Sieger der Fahrerwertung fest. Mit 221 zu 183 Punkten setzte er sich gegen Pål Varhaug durch. Darüber hinaus entschied Quaife-Hobbs die U21-Fahrerwertung für sich.

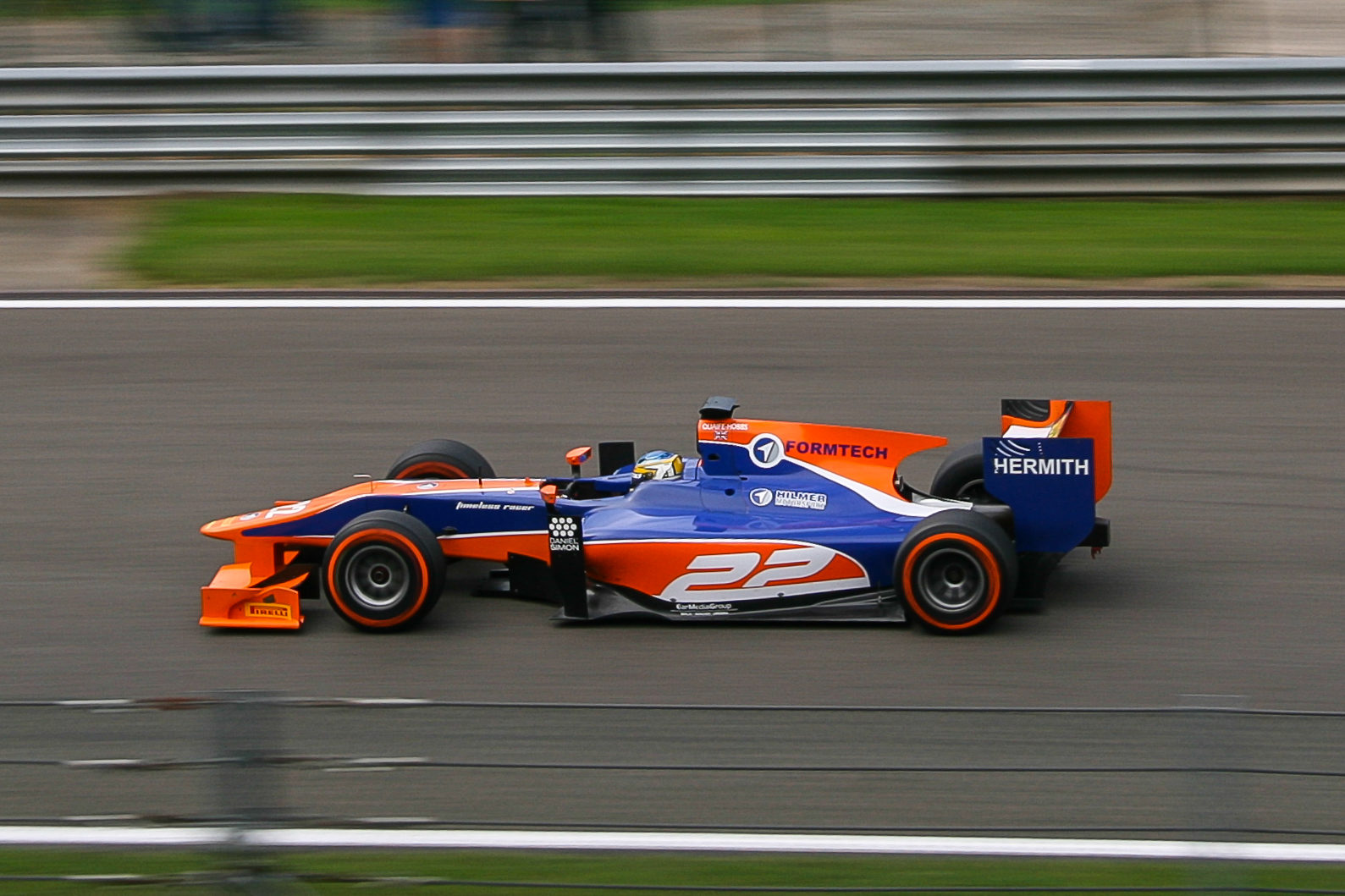
Quaife-Hobbs beim freien Training der GP2-Serie in Spa-Francorchamps 2013

2013 erhielt Quaife-Hobbs ein Cockpit in der GP2-Serie bei MP Motorsport, einem Rennstall, der neu in die Serie eingestiegen war. Beim Sprintrennen in Monte Carlo erzielte er mit einem zweiten Platz seine erste Podest-Platzierung. Nach der sechsten Veranstaltung wechselte er innerhalb der Serie zu Hilmer Motorsport, die zum Zeitpunkt des Wechsels deutlich vor MP Motorsport lagen. Bereits beim zweiten Rennwochenende für das neue Team fuhr Quaife-Hobbs im Sprintrennen mit einem dritten Platz aufs Podest. Bei der nächsten Veranstaltung in Monza gewann er das Sprintrennen und erzielte seinen ersten GP2-Sieg. Mit drei Podest-Platzierungen beendete Quaife-Hobbs die Saison auf dem 13. Gesamtrang. 2014 erhielt Quaife-Hobbs in der GP2-Serie ein Cockpit bei Rapax. Beim Hauptrennen in Mogyoród gelang ihm mit dem zweiten Platz eine Podest-Platzierung. Bei den zwei letzten Veranstaltungen pausierte er wegen einer Nackenverletzung. In der Gesamtwertung wurde er erneut 13.

## Statistik

### Karrierestationen
| - 2002–2004: Kartsport - 2005: T Cars (Meister) - 2005: T Cars, Herbstserie (Meister) - 2006: T Cars (Platz 9) - 2007: Britische Formel BMW (Platz 10) - 2007: Nordeuropäische Formel Renault (Platz 18) - 2007: Formel Renault 2.0 Eurocup (Platz 18) | - 2008: Italienische Formel Renault (Platz 4) - 2008: Formel Renault 2.0 Eurocup (Platz 25) - 2008: Portugiesische Formel Renault, Winterserie (Platz 6) - 2009: Formel Renault 2.0 Eurocup (Platz 4) - 2009: Nordeuropäische Formel Renault (Platz 4) - 2010: Formel-3-Euroserie (Platz 13) - 2010: GP3-Serie (Platz 15) | - 2011: GP3-Serie (Platz 5) - 2011: Formel 1 (Testfahrer) - 2012: Auto GP (Meister) - 2013: GP2-Serie (Platz 13) - 2014: GP2-Serie (Platz 13) |

### Einzelergebnisse in der GP3-Serie
| Jahr | Team                  | 1   | 2   | 3   | 4   | 5   | 6   | 7   | 8   | 9   | 10  | 11  | 12  | 13  | 14  | 15  | 16  | Punkte | Rang |
| ---- | --------------------- | --- | --- | --- | --- | --- | --- | --- | --- | --- | --- | --- | --- | --- | --- | --- | --- | ------ | ---- |
| 2010 | Manor Racing          | ESP | ESP | TUR | TUR | ESP | ESP | GBR | GBR | GER | GER | HUN | HUN | BEL | BEL | ITA | ITA | 10     | 15.  |
| 2010 | Manor Racing          | 21  | 26  | DNF | DNF | 12  | 5   | DNF | DNF | DNS | 18  | 12  | 7   | 3   | 5   | 17  | 22  | 10     | 15.  |
| 2011 | Marussia Manor Racing | TUR | TUR | ESP | ESP | ESP | ESP | GBR | GBR | GER | GER | HUN | HUN | BEL | BEL | ITA | ITA | 36     | 5.   |
| 2011 | Marussia Manor Racing | 24  | 16  | 11  | 23  | 1   | 8   | 4   | 15  | 5   | DNF | 3   | 10  | 4   | DNF | DNF | 6   | 36     | 5.   |

### Einzelergebnisse in der GP2-Serie
| Jahr | Team              | 1   | 2   | 3   | 4   | 5   | 6   | 7   | 8   | 9   | 10  | 11  | 12  | 13  | 14  | 15  | 16  | 17  | 18  | 19  | 20  | 21  | 22  | Punkte | Rang |
| ---- | ----------------- | --- | --- | --- | --- | --- | --- | --- | --- | --- | --- | --- | --- | --- | --- | --- | --- | --- | --- | --- | --- | --- | --- | ------ | ---- |
| 2013 | MP Motorsport     | MAS | MAS | BRN | BRN | ESP | ESP | MON | MON | GBR | GBR | GER | GER | HUN | HUN | BEL | BEL | ITA | ITA | SIN | SIN | UAE | UAE | 56     | 13.  |
| 2013 | MP Motorsport     | DNF | 17  | 7   | 8   | 17  | 21  | 8   | 2   | 12  | 11  | DNF | 16  |     |     |     |     |     |     |     |     |     |     | 56     | 13.  |
| 2013 | Hilmer Motorsport |     |     |     |     |     |     |     |     |     |     |     |     | 18  | DNF | 10  | 3   | 7   | 1   | 22  | 8   | 11  | 21* | 56     | 13.  |
| 2014 | Rapax             | BRN | BRN | ESP | ESP | MON | MON | AUT | AUT | GBR | GBR | GER | GER | HUN | HUN | BEL | BEL | ITA | ITA | RUS | RUS | UAE | UAE | 30     | 13.  |
| 2014 | Rapax             | 10  | 6   | 9   | 9   | 9   | 8   | 24  | 18  | 13  | 15  | 14  | 8   | 2   | 12  | 11  | 21  | 11  | 8   | INJ | INJ | INJ | INJ | 30     | 13.  |